# TVR Chimaera
TVR Chimaera (укр. Химера) — двомісний родстер, що випускався TVR з 1992 по 2003 рік. Назва походить від Химери, жахливої істоти з грецької міфології, яка була зроблена з частин кількох тварин.
Вперше дебютувавши на автосалоні Earl's Court в 1992 році, Chimaera використовувала те саме шасі, що і Griffith, і використовувала ті ж похідні двигуна Rover V8. Автомобіль був призначений для далеких дистанцій, тому він був довшим, просторішим і мав трохи м'якшу підвіску, ніж Griffith.

## Двигуни
- 4.0 L Rover V8
- 4.3 L Rover V8
- 4.5 L Rover V8
- 5.0 L Rover V8